# Spanischer Schal
Der Spanische Schal (Flabellina iodinea) ist eine Fadenschnecke aus der Familie Flabellinidae, die an der Pazifikküste Nordamerikas heimisch ist. Sie gehört in die Unterordnung der Nacktkiemer (Nudibranchia).

## Beschreibung
Die bis zu 7 cm lange Flabellina iodinea fällt durch ihre grellen Farben auf: Der Körper ist violett, die Cerata orange und die Rhinophoren, mit denen die Schnecke Sexualpartner und Beute wahrnimmt, scharlachrot. Die grellen Farben werden durch das Carotinoid-Pigment Astaxanthin gebildet, das in drei Modifikationen die drei Farben hervorbringt und aus den Tentakeln gefressener Hydroidpolypen von Eudendrium ramosum stammt. Neben den Pigmenten sorgen lichtreflektirende Kristalle von Purinen in speziellen Epidermiszellen für die Leuchtkraft. Die auffällige Warnfärbung gilt als Aposematismus der durch die Kleptocniden (nicht explodierte Nesselkapseln von gefressenen Hydroidpolypen) nesselnden Schnecke, wirkt aber gleichzeitig auf ähnlich gefärbten Beutetieren als Tarnung. Darüber hinaus atmet Flabellina iodinea mit ihren Cerata.
Bei Bedrohung vermag sich die Schnecke durch kräftiges Beugen ihres Körpers vom Boden abzustoßen und in freies Wasser zu entkommen.
Der Spanische Schal ist ein Hermaphrodit, doch tritt Selbstbefruchtung sehr selten auf. Vielmehr begatten sich zwei Tiere wechselseitig.

## Ernährung
Flabellina iodinea frisst als Nahrungsspezialist Hydroidpolypen der Art Eudendrium ramosum. Wie andere Fadenschnecken speichert sie in ihren Cerata auf ihrem Rücken Kleptocniden. 

## Entwicklungszyklus
Nach der gegenseitigen Begattung der hermaphroditischen Schnecken legen diese an den Beutehydrozoen hellrosa-orangefarbene Eibänder ab. Bei 14 °C entwickeln sich die Eier in 7 Tagen zu Veliger-Larven, die sich von Plankton ernähren und nach einer Phase als Zooplankton zu fertigen Schnecken metamorphosieren.

## Verbreitung
Flabellina iodinea lebt an der nordamerikanischen Pazifikküste zwischen British Columbia (Kanada) und Punta Asunción (Baja California Sur, Mexiko). Darüber hinaus tritt sie im Golf von Kalifornien und an den Galapagos-Inseln auf. Die Schnecke ist ebenso vor Santa Catalina Island (Kalifornien) gefunden worden. Sie lebt in Meerestiefen von der Gezeitenzone bis zu 40 m.